# Scopula quadrifaciata
Scopula quadrifaciata är en fjärilsart som beskrevs av Max Joseph Bastelberger 1909. Scopula quadrifaciata ingår i släktet Scopula och familjen mätare. Inga underarter finns listade.